# Stava (Tesero)
Stava è una frazione di Tesero, comune del Trentino-Alto Adige, situata nella val di Fiemme. Prende nome dal rio Stava, affluente dell'Avisio, che l'attraversa interamente.

## Origini del nome
Il toponimo non ha origine certa, anche se appare probabile che il nome del piccolo centro derivi dal torrente Stava e non viceversa. Secondo alcune fonti deriverebbe da sòt  (sotto) e àva (acqua).

## Storia

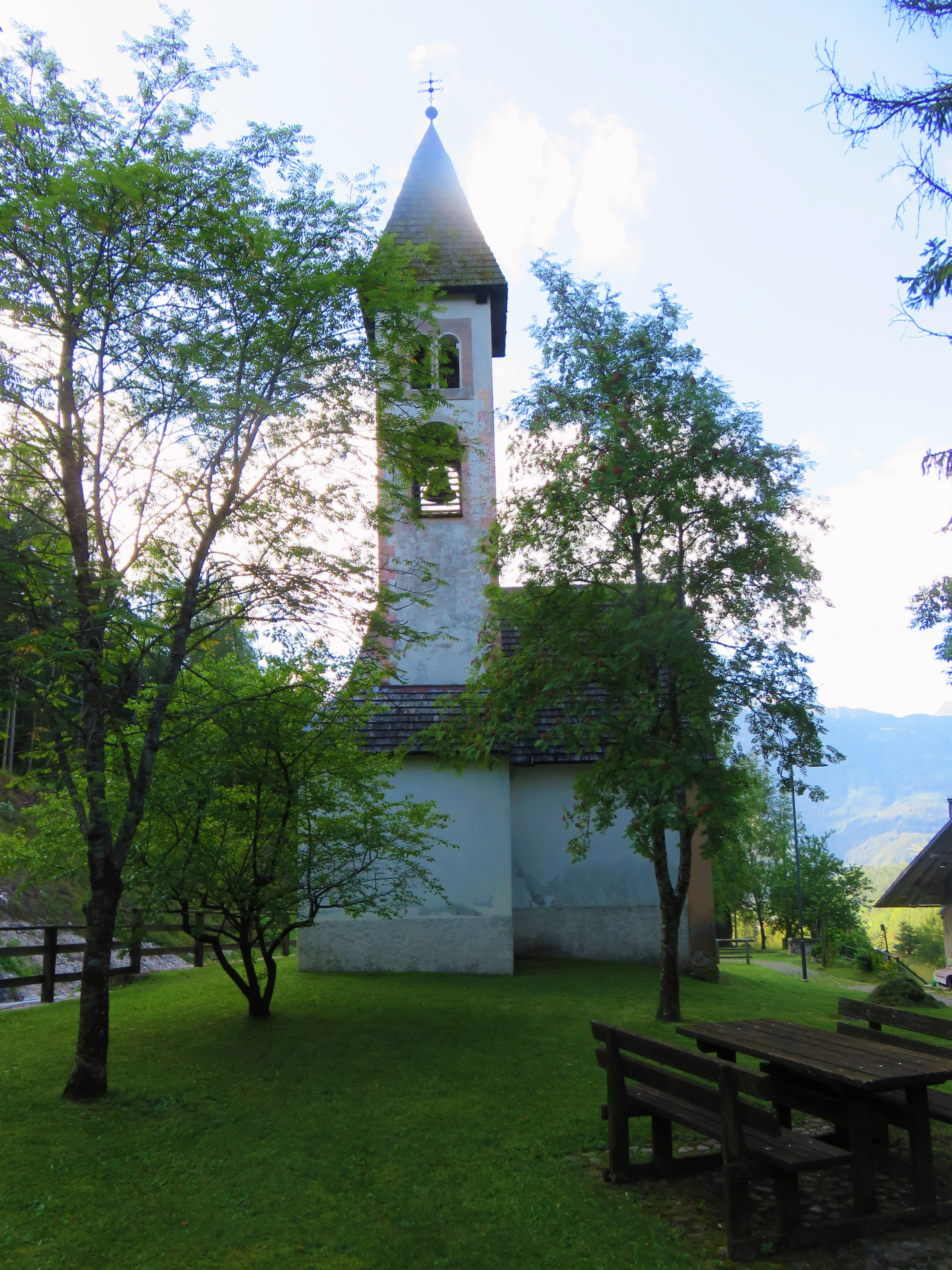
Chiesa della Palanca, sulla strada tra Tesero e Stava.

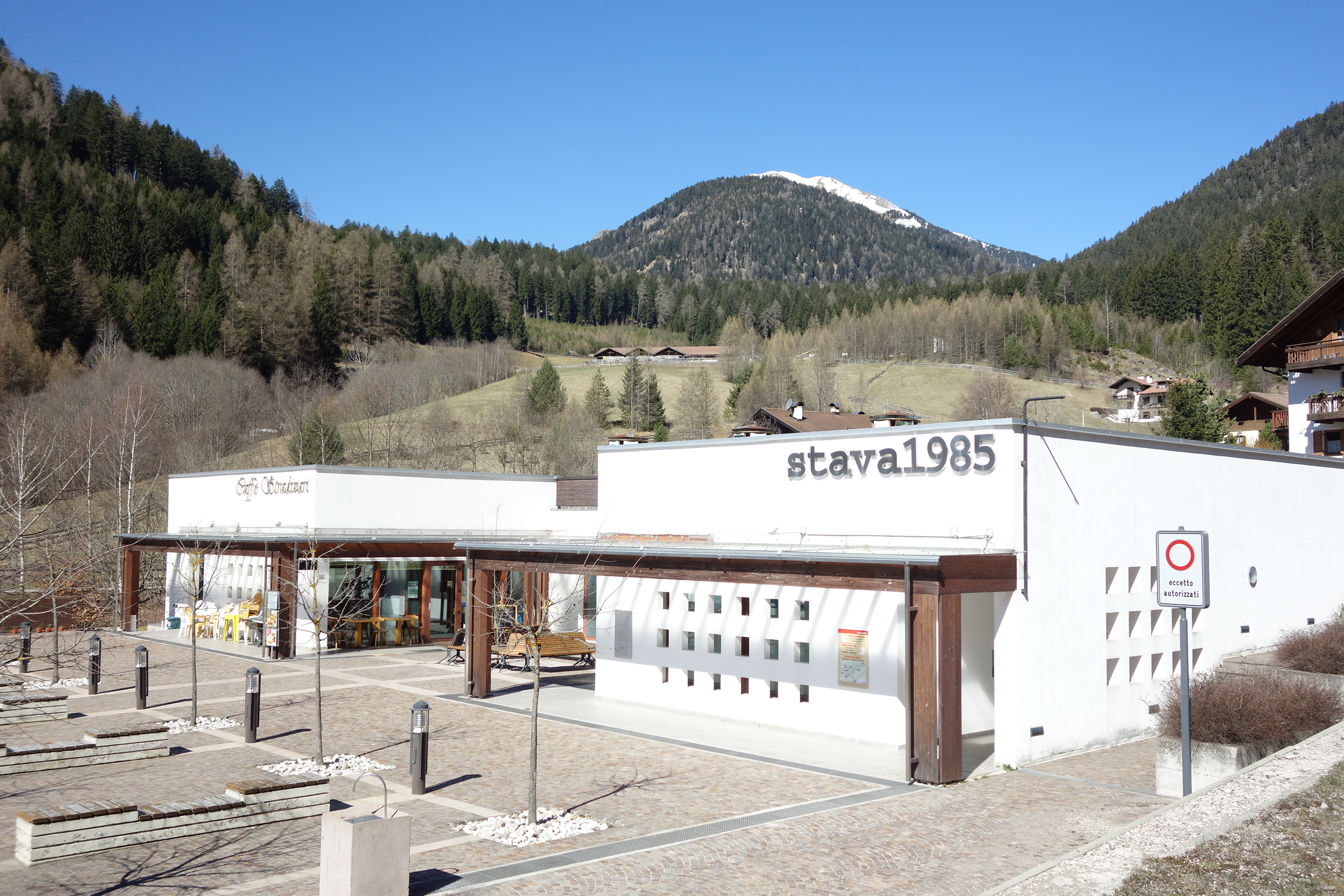
Centro di documentazione Stava.

Stava è una piccola località turistica con molti prati e pascoli.
Vicino al torrente che la attraversa venne trovato un pilum romano.
La storia della piccola valle è stata segnata duramente da una immane tragedia che ha toccato anche l'abitato di Tesero e, dopo, di questa, sono rimaste intatti solo gli edifici che si trovavano più in alto e lateralmemte rispetto alla massa di acqua e fango che ha percorso il fondovalle. Si è salvata, ad esempio, la piccola chiesetta della Palanca, e con questa anche diverse abitazioni costruite sulle pendici della montagna sotto la quale si trova la strada che unisce Tesero a Stava.

### Disastro della Val di Stava

Altra immagine di Stava dopo la tragedia.

Il disastro della Val di Stava colpì la piccola frazione di Stava il 19 luglio 1985 distruggendola quasi interamente con una colossale massa di fango e detriti precipitata dal bacino di decantazione della miniera di fluorite del monte Prestavel. Queste grandi vasche erano state posizionale nella località di Pozzole, nella parte alta della valle quindi al di sopra dell'abitato di Stava, che si estendeva sotto sulle rive del torrente. C'erano alberghi, segherie, case occupate da persone del posto e da numerosi non residenti che qui vi trascorrevano le vacanze.
Dopo il cedimento degli argini, prima superiori poi inferiori, in pochi istanti la valle venne percorsa da una massa di acqua, fango e detriti che travolse ogni cosa. Durante il disastro persero la vita 268 persone.

## Monumenti e luoghi d'interesse
La piccola frazione che si sviluppa nella vallata del Rio Stava non ha un vero centro essendo costituita da abitazioni private e pochi alberghi. 
- Da secoli il suo nome è legato alla piccola Chiesa della Palanca, molto interessante per la sua collocazione e per il rifacimento storico alla quale è stata sottoposta.

Immagine di Stava dopo la tragedia.

- Dal 1985 in poi, in seguito alla tragedia che ha colpito la valle, è presente un centro di documentazione Stava, creato e gestito dalla Fondazione Stava 1985, voluta dai famigliari delle vittime del 19 luglio 1985.